# Lifehouse
Lifehouse is een Amerikaanse rockband die in 2001 bekend werd met de single "Hanging by a Moment", van hun debuutalbum No Name Face. In september 2002 kwam het album Stanley Climbfall uit. In maart 2005 is het album Lifehouse uitgekomen, na een periode van onzekerheid over doorgang van Lifehouse door het stoppen van Sean Woolstenhulme en Sergio Andreade.

## Discografie

### Studioalbums
- No name face, 2001
- Stanley Climbfall, 2002
- Lifehouse, 2005
- Who we are, 2007
- Smoke & Mirrors, 2010
- Almería, 2012
- Out of the wasteland, 2015